# Urozercon
Urozercon es un género de ácaros perteneciente a la familia  Laelapidae.

## Especies
- Urozercon ishiharai (Kurosa, 1994)
- Urozercon paradoxus Berlese, 1901